# Trine Gudnitz
Trine Gudnitz (født 9. juli 1987) er en dansk langdistance- og åbent-vandsvømmer. Hun svømmer til daglig for Helsingør Svømmeklub under sin bror Morten Gudnitz. Siden 2008 har hun været fast tilknyttet og trænet på det Nationale Træningscenter under landstræneren. 
Gudnitz har utallige medaljer fra danske mesterskaber i bagagen både fra åbent vand og bassin, bl.a. fra 2009, hvor hun var dobbelt dansk mester i 400 og 800 meter fri. I 2009 var hun desuden nationalmester i ikke mindre end fire lande (Sverige, Holland, Portugal og Danmark).
I 2010 var Gudnitz den første dansker nogensinde til at svømme 10 km i bassin ved et dansk mesterskab. Dette skete som led i en kvalifikationsrunde til de europæiske mesterskaber. Tiden lød på 2.04.16 og er dansk rekord. 
Udover svømning er Gudnitz også en ihærdig konkurrence livredder, og hun har både danske rekorder og nordiske mesterskaber på CV'et.
| Svømmer | Spire Denne biografi om en svømmer er en spire som bør udbygges. Du er velkommen til at hjælpe Wikipedia ved at udvide den. |